# Parazygocera baloghi
Parazygocera baloghi là một loài bọ cánh cứng trong họ Cerambycidae.